# 復仇好閨蜜
《復仇好閨蜜》（英語：Do Revenge）是一部2022年的美國青少年黑色喜劇電影，由珍妮佛·凱汀·羅賓遜執導，與塞萊斯特·巴拉德共同編寫劇本。它由卡蜜拉·曼德絲、 瑪雅·霍克、 奧斯汀·艾布拉姆斯、瑞許·沙阿和莎拉·蜜雪兒·吉蘭主演。劇情的靈感來自希區柯克的《火車怪客》。它於2022年9月16日在Netflix上首播。

## 劇情概要
兩名在貴族名校玫瑰山高中的高中生德瑞雅和艾蓮諾的生活發生了翻天覆地的變化。德瑞雅原本是高中裡的時尚大姐頭，人氣超旺正踏上人生巔峰，但卻因為傳給男友麥克斯的一段性愛影片被瘋傳，讓她女王的寶座殞落。艾蓮諾是高三新來的怪咖轉學生，發現曾經欺負自己的舊朋友卡瑞莎也就讀這所學校。十三歲那年，卡瑞莎在夏令營散播關於艾蓮諾試圖親她的謠言。德瑞雅和艾蓮諾在網球營偶然相遇，秘密發展出一段另類的友誼，決定要報復那些欺負他們的人。

## 演員

### 主要角色
| 演員                            | 角色           | 備註                                               |
| ------------------------------- | -------------- | -------------------------------------------------- |
| 卡蜜拉·曼德絲 Camila Mendes     | 德瑞雅 Drea    | 玫瑰山高中裡的時尚大姐頭。                         |
| 瑪雅·霍克 Maya Hawke            | 艾蓮諾 Eleanor | 玫瑰山高中的新轉學生。                             |
| 奧斯汀·艾布拉姆斯 Austin Abrams | 麥克斯 Max     | 玫瑰山高中的人氣王也是學生會會長、德瑞雅的前男友。 |
| 瑞許·沙哈 Rish Shah             | 羅斯 Russ      | 卡瑞莎的好朋友。                                   |
| 塔莉雅·萊德 Talia Ryder         | 蓋比 Gabbi     | 麥克斯的妹妹。                                     |
| 艾娃·卡普利·帕拉佐洛 Ava Capri  | 卡瑞莎 Carissa | 艾蓮諾想復仇的對象。                               |
| 喬納森·戴維斯 Jonathan Daviss   | 艾略特 Elliot  | 麥克斯好友群之一。                                 |
| 瑪雅·瑞菲可 Maia Reficco        | 孟塔娜 Montana | 麥克斯好友群之一。                                 |
| 派瑞絲·貝瑞克 Paris Berelc      | 梅根 Meghan    | 麥克斯好友群之一                                   |
| 艾莉莎·鮑 Alisha Boe            | 塔拉 Tara      | 麥克斯好友群之一，後來變麥克斯的女朋友。           |

### 其他角色
| 演員                                   | 角色                               | 備註                                   |
| -------------------------------------- | ---------------------------------- | -------------------------------------- |
| 莎拉·蜜雪兒·吉蘭 Sarah Michelle Gellar | 校長 The Headmaster                | 玫瑰山高中的校長。                     |
| 蘇菲·特納 Sophie Turner                | 艾瑞卡 Erica                       | 在網球營傳德瑞雅的性愛影片給大家的人。 |
| 瑞秋·麥修斯 Rachel Matthews            | 阿萊格拉 Allegra                   | 玫瑰山高中的IG女巫社團的團長。         |
| 伊麗莎・班奈特 Eliza Bennett           | 潔西卡 Jessica                     | 艾瑞卡在網球俱樂部的朋友。             |
| 法蘭雀絲卡·瑞爾 Francesca Reale        | 亞莉安娜 Ariana                    | 玫瑰山高中的學生。                     |
| 眭睦 Olivia Sui                        | 薩琪 Sage                          | 玫瑰山高中的學生。                     |
| 朱德·提摩西·哈里斯 Jude Timothy Harris | 彼得 Peter                         | 玫瑰山高中的學生。                     |
| 托德·阿倫·杜金 Todd Allen Durkin       | 諾里斯副校長 Vice Principal Norris | 玫瑰山高中的副校長。                   |
| 菲比·法蘭西 Phoebe French              | 威洛 Willow                        | 玫瑰山高中的學生。                     |

## 製作

### 卡司
2020年10月14日，據報導Netflix正在開發這部電影，當時名為《陌生人》。受希區柯克的《火車怪客》（1951）的啟發，珍妮佛·凱汀·羅賓遜共同創作並執導了這部電影。2020年11月，據報導卡蜜拉·曼德絲和瑪雅·霍克演出。其他演員於2021年初宣布。

### 拍攝
主體攝影原定於2021年初在洛杉磯進行，但故事改寫為喬治亞州亞特蘭大和佛羅里達州邁阿密，故事在改寫後在邁阿密進行。最初於2021年8月完成拍攝，後期製作於2022年8月進行。

## 發行
這部電影於2022年9月16日在Netflix上上映。

## 評價
根据評論匯總网站爛番茄汇总的42篇评论文章，83%的评论家给予该作正面评价，平均打分为6.5分（满分10分）
在Metacritic上，根據14位評論家，這部電影的加權平均得分為66分（滿分100分），表明“普遍好評”。
《紐約時報》的艾米·尼科爾森給這部電影打了B分，並將其描述為“一部俏皮、尖刻的諷刺作品，感覺就像是90年代的青少年喜劇融入了現代表情符號：皇冠、刀、火、眨眼的臉。”RogerEbert官網的馬特·佐勒·塞茨給這部電影打了3星（滿分4星），並說：“這部電影設法將所有影響融合成一部獨特的電影，完全致力於將高中作為一個華麗的服裝，藝術指導的蛇坑充滿了虐待狂，他們因他人的痛苦和尷尬而脫身。”

## 外部連結
- 在Netflix上觀看《復仇好閨蜜》
- 互联网电影数据库（IMDb）上《復仇好閨蜜》的资料（英文）

#invoke:NavboxV2